# 前田真夢
前田 真夢（まえだ まむ、1992年7月23日 - ）は日本のファッションモデルである。栃木県出身、タイ在住。株式会社ブレイブ所属。
両親の仕事の関係で中学生よりタイへ移住。

## 来歴
2013年、タイのバンコクにて、姉の前田翼と共同でロリータファッションのブランド『ChuChu』を立ち上げる。
2013年、RAY Thailand コンテストで準優勝。その後、『RAY Thailand』の専属モデルとなり、本格的にタイで芸能活動を始める。

## 出演

### 雑誌
- 2014年、ICE Magazine（タイ　ファッション詩）

### CM
- 2014年、亀田製菓「OKOME」（タイ国内CM）
- 2015年、DonutThailand 「Donut Collagen」（タイ国内CM）
- 2016年、Faris by Naris 「ZAKE」（タイ国内CM）

#### 映画
- 2015年、「Cat a wabb!」 (タイ映画）